# سيمون جوستين
سيمون جوستين هو ملحن سويدي، ولد في 1977.

## وصلات خارجية
- سيمون جوستين على موقع ميوزك برينز (الإنجليزية)
- سيمون جوستين على موقع ديسكوغز (الإنجليزية)